# همراهان خوب
«همراهان خوب» (انگلیسی: The Good Companions) یک رمان از نویسنده انگلیسی جی. بی. پریستلی است. این مشهورترین رمان پریستلی است و او را به عنوان یک چهره ملی مطرح کرد. این کتاب جایزه یادبود جیمز تیت بلاک را دریافت کرده‌است. دو فیلم همراهان خوب (فیلم ۱۹۳۳) و همراهان خوب (فیلم ۱۹۵۷) از این کتاب اقتباس شده است.